# Стремоухов, Пётр Дмитриевич
Пётр Дмитриевич Стремоухов (1828 — 1918) — российский государственный деятель, действительный статский советник (1864).
Отец П. П. Стремоухова и Д. П. Стремоухова.

## Биография
Родился в 1828 году. Определением дворянского депутатского собрания внесён в VI часть дворянской родословной книги Нижегородской губернии 11 июня 1841 года.
Окончил Александровский лицей (1848) с серебряной медалью и чином титулярный советник.
Назначен на службу в Министерство финансов, с чином титулярного советника (01 января 1849) и определён в "особенную канцелярию" по кредитной части (15 января 1849). Назначен младшим помощником столоначальника (12 мая 1849), старший помощник (18 октября 1851). Произведён в коллежские асессоры (10 февраля 1853).
По прошению вышел в отставку (29 апреля 1853) и поселился в Нижегородской губернии, управляя имением своей жены Екатерины Николаевны Биппен. Высочайшим указом определён Почётным смотрителем Горбатовского уездного училища (16 ноября 1854-1861). Определён в дружину № 156 ополчения Нижегородской губернии с переименованием в штабс-капитаны (22 октября 1855). Назначен адъютантом при генерал-полицмейстере и состоял в данной должности (до 07 апреля 1856). По расформировании ополчения, от службы уволен с переименованием в коллежские асессоры и в награду ревностной службы в ополчении разрешено носить на груди крест ополчения (06 сентября 1856). Избран на должность уездного предводителя дворянства Горбатовского уезда (1857). Пожалован чином надворного советника (30 ноября 1859). Избран членом комитета от Горбатовского уезда в комиссию по составлению проекта положения об улучшении быта помещичьих крестьян (18 января 1859), по окончании составления проекта откомандирован в числе двух депутатов в С-Петербург для предоставления нужных сведений и соображений по крестьянскому вопросу Правительствующему сенату (сентябрь 1859).
В 1861—1862 гг. нижегородский губернский предводитель дворянства. Утверждён директором нижегородского тюремного комитета (16 июня 1861). Произведён в статские советники (16 ноября 1862).
Исполняющий делами губернатора Рязанской губернии (с 23 ноября 1862). Высочайше утверждён в звании вице-президента Рязанского губернского тюремного комитета (15 марта 1863). Именным Высочайшим указом назначен на должность Рязанского губернатора (с 19 апреля 1864), с производством в действительные статские советники. По ходатайству городских обществ, император Александр II Николаевич, утвердил Петра Дмитриевича почётным гражданином городов: Рязани, Данкова и Скопина Рязанской губернии (1864). Определением Правительствующего сената утверждён почётным мировым судьёй по Михайловскому уезду (28 сентября 1866). Был уволен, по утверждению некоторых источников, в связи с вызвавшей скандал связью с женой подчинённого чиновника.
Приказом по Министерству внутренних дел (от 20 мая 1867), определён на службу в министерство и откомандирован в Архангельскую губернию для собрания сведений о положении дел в отношении продовольствия и для содействия местному руководству к заготовлению хлеба и выдаче его нуждающимся (1867). Высочайшим приказом назначен членом Главного военно-тюремного комитета, с оставлением при МВД (08 декабря 1867). Назначен членом совета Главного управления по делам печати (15 марта 1868-1880), с увольнением от прежней должности. Назначен членом Совета Министра внутренних дел (23 мая 1871), с оставлением в прежней должности члена Совета по делам печати. Назначен членом Комитета о губернских и уездных учреждений по административному отделу (27 сентября 1872). Назначен членом от МВД в Высочайше утверждённую при министерстве Государственных имуществ особую комиссию для исследования положения сельского хозяйства (12 октября 1872). За отличия произведён в тайные советники (01 января 1876). Согласно прошению, уволен от службы по болезни, с правом носить мундир последней должности и назначением пенсии в 3000 рублей в год (01 сентября 1881).
Председатель Правления Рязанско-Орловской железной дороги. 
После смерти жены в 1907 г. женился вторым браком на Виктории Людвиговне Древинг (1854—?), пианистке, окончившей Петербургскую консерваторию (1882). а затем учившейся в Веймаре у Ференца Листа; о её исполнении музыки Листа положительно отзывался В. В. Стасов.

## Награды
- Орденом Святой Анны 2-й степени (16 июня 1862).
- Орден Святого Станислава 1-й степени (11 января 1870).
- Орден Святой Анны 1-й степени (1 января 1873).
- Орден Святого Владимира 2-й степени (01 апреля 1879).
- Светло-бронзовая медаль в память войны 1853-1856 годов.
- Серебряная медаль (17 апреля 1861), за труды по освобождению крестьян.
- Особый знак отличия (19 февраля 1861), в память успешного введения в действие положения об освобождении крестьян.